# Fortnum & Mason
Fortnum   & Mason è un grande magazzino di Londra (181 Piccadilly), fondato nel 1707 da William Fortnum. È di proprietà di Wittington Investments di cui è una consociata, tra le altre, di Primark e Associated British Foods.

## Storia
William Fortnum era un servo nella casa della regina Anna di Gran Bretagna e iniziò a guadagnare la sua fortuna vendendo dei mozziconi di candela bruciati che raccoglieva nel palazzo reale. Quando ebbe abbastanza soldi, fondò un negozio di alimenti e persuase il suo amico Hugh Mason a unirsi a lui. Due generazioni dopo, il nipote Charles Fortnum riuscì a stabilirsi nelle attuali area di Piccadilly.
Nell'era vittoriana, Fortnum & Mason divenne sempre più famoso per le sue prelibatezze culinarie fra cui le uova alla scozzese che risultano inventate nel grande magazzino nel 1738. Nel 1886, Fortnum & Mason vendette i primi baked beans in Inghilterra. Durante il periodo tra le due guerre, Fortnum & Mason ampliò la sua gamma di prodotti spaziando dall'abbigliamento alle attrezzature per il tennis, ai profumi e agli utensili da cucina. Nel 1931 fu aperta una filiale a Madison Avenue, a New York, mentre nel 2004 ne furono inaugurate due in Giappone. Oggi la gamma di prodotti Fortnum & Mason è specializzata in articoli di lusso.